# Camponotus deletangi
Camponotus deletangi é uma espécie de inseto do gênero Camponotus, pertencente à família Formicidae.